# Élections législatives ålandaises de 2015
Les élections législatives ålandaises de 2015 se sont déroulées le 18 octobre 2015. Elles ont permis le renouvellement des 30 sièges du Lagting, le parlement régional.
Ces élections confirment la suprématie du parti libéral et du parti centriste qui ont la plus forte représentation avec sept députés chacun, le parti libéral gagnant un siège par rapport aux élections de 2011 et s'imposant en nombre de voix. Durant la campagne, le parti centriste a plaidé pour une plus grande autonomie tandis que le parti indépendantiste Futur d'Aland, soutenant un processus progressif d'indépendance qui doit s'étaler sur une longue période (jusqu'en 2030-2040), perd du terrain ainsi qu'un siège de député. Au cours de ce scrutin, la question de l'accueil des réfugiés dans le cadre de la crise migratoire en Europe a animé les débats. Ainsi, les Démocrates ålandais font leur apparition au sein du Parlement en basant leur programme sur l'opposition à l'accueil de réfugiés, les autres partis y étant plus ou moins favorables,.
À la suite de ces élections, c'est Katrin Sjögren, présidente du parti libéral, qui est portée à la tête d'un gouvernement de coalition. Elle remplace Camilla Gunell (membre des sociaux-démocrates).

## Résultats
|                       |                              |        |      |      |      |         |         |  |  |  |  |  |  |  |
| Parti                 | Parti                        | Voix   | Voix | %    | %    | Députés | Députés |  |  |  |  |  |  |  |
|                       | Libéraux pour Åland          | 3 212  | +592 | 23,3 | +3,0 | 7       | +1      |  |  |  |  |  |  |  |
|                       | Centre ålandais              | 2 985  | −83  | 21,7 | −1,9 | 7       | 0       |  |  |  |  |  |  |  |
|                       | Coalition modérée pour Åland | 2 453  | +643 | 17,8 | +3,9 | 5       | +1      |  |  |  |  |  |  |  |
|                       | Sociaux-démocrates d'Åland   | 2 184  | -220 | 17,4 | -1,1 | 5       | -1      |  |  |  |  |  |  |  |
|                       | Coalition des indépendants   | 1 323  | -316 | 9,6  | -3   | 3       | -1      |  |  |  |  |  |  |  |
|                       | Futur d'Åland                | 1 016  | -270 | 7,4  | -2,5 | 2       | -1      |  |  |  |  |  |  |  |
|                       | Démocratie alandaise         | 500    | -    | 3,6  | -    | 1       | -       |  |  |  |  |  |  |  |
|                       | Initiative durable           | 112    | -    | 0,8  | -    | 0       | -       |  |  |  |  |  |  |  |
|                       |                              |        |      |      |      |         |         |  |  |  |  |  |  |  |
| Total / participation | Total / participation        | 14 338 | -    | 100  | 70,3 | 30      | =       |  |  |  |  |  |  |  |

## Liste des élus
| Parti             | Parti                            | Nom                | Voix |
| ----------------- | -------------------------------- | ------------------ | ---- |
|                   | Libéraux pour Åland (7)          | Katrin Sjögren     | 515  |
| Viveka Eriksson   | Libéraux pour Åland (7)          | 338                |      |
| Mats Perämaa      | Libéraux pour Åland (7)          | 232                |      |
| Tony Asumaa       | Libéraux pour Åland (7)          | 201                |      |
| Ingrid Johansson  | Libéraux pour Åland (7)          | 194                |      |
| John Holmberg     | Libéraux pour Åland (7)          | 176                |      |
| Torsten Sundblom  | Libéraux pour Åland (7)          | 156                |      |
|                   | Centre ålandais (7)              | Veronica Thörnroos | 494  |
| Britt Lundberg    | Centre ålandais (7)              | 388                |      |
| Roger Nordlund    | Centre ålandais (7)              | 295                |      |
| Harry Jansson     | Centre ålandais (7)              | 227                |      |
| Jörgen Pettersson | Centre ålandais (7)              | 180                |      |
| Runar Karlsson    | Centre ålandais (7)              | 161                |      |
| Mikael Lindholm   | Centre ålandais (7)              | 146                |      |
|                   | Coalition modérée pour Åland (5) | Tage Silander      | 460  |
| Johan Ehn         | Coalition modérée pour Åland (5) | 361                |      |
| Wille Valve       | Coalition modérée pour Åland (5) | 314                |      |
| Mika Nordberg     | Coalition modérée pour Åland (5) | 179                |      |
| Gun-Mari Lindholm | Coalition modérée pour Åland (5) | 169                |      |
|                   | Sociaux-démocrates d'Åland (5)   | Camilla Gunell     | 808  |
| Nina Fellman      | Sociaux-démocrates d'Åland (5)   | 417                |      |
| Carina Aaltonen   | Sociaux-démocrates d'Åland (5)   | 104                |      |
| Sara Kemetter     | Sociaux-démocrates d'Åland (5)   | 82                 |      |
| Igge Holmberg     | Sociaux-démocrates d'Åland (5)   | 73                 |      |
|                   | Coalition des indépendants (3)   | Bert Häggblom      | 593  |
| Lars Häggblom     | Coalition des indépendants (3)   | 164                |      |
| Fredrik Fredlund  | Coalition des indépendants (3)   | 64                 |      |
|                   | Futur d'Åland (2)                | Axel Jonsson       | 279  |
| Brage Eklund      | Futur d'Åland (2)                | 153                |      |
|                   | Démocratie alandaise (1)         | Stefan Toivonen    | 339  |